# Peter Mabelus
Peter Mabelus (Uitgeest, 28 november 1965) is een Nederlands schrijver en journalist. Mabelus is geboren als Petrus Nicolaas Visser, Mabelus is de achternaam van zijn moeder die hij als schrijversnaam aannam.

## Biografie
Mabelus groeide op in een protestants gezin in Uitgeest. Hij verhuisde in de zomer van 1984 naar Amsterdam en studeerde daar Geschiedenis aan de Vrije Universiteit Amsterdam, Ruslandkunde en Filosofie aan de Universiteit van Amsterdam. Na zijn studententijd vervulde hij in de jaren negentig talloze banen om zijn vele wereldreizen te financieren naar vooral Zuidoost-Azië en de Verenigde Staten. De ervaringen die hij tijdens deze reizen opdeed zijn op verschillende wijze in zijn literaire en journalistieke werk terug te vinden. In hetzelfde decennium verschenen zijn eerste verhalen in diverse tijdschriften en verhalenbundels. Van 1999 tot en met 2014 was Peter Mabelus op diverse scholen werkzaam in het voortgezet onderwijs in Amsterdam, als docent geschiedenis en filosofie.

## Fictieve biografie
Tot op heden is een fictieve biografie van Peter Mabelus nog altijd te vinden op zijn website en opgenomen in zijn boeken. Zo zou hij in de jaren negentig wereldberoemd zijn geweest in Bulgarije, als wielrenner en als schrijver en zou zijn debuutroman 'Наказанието на Вегер' (‘De Straf van Veger’) bekroond zijn met de niet bestaande prestigieuze Malenkov-prijs. Na zijn Bulgaarse jaren zou Mabelus in Japan gepromoveerd zijn op de verschillende gehoorafwijkingen van Japanse vleermuizen in het Japanse Hidagebergte. De laatste baan die hij vervulde voordat hij zich geheel aan het schrijverschap ging wijden, zou de functie van pizzakoerier in Eritrea zijn geweest.

## Thematiek
Belangrijke thema’s in het werk van Mabelus zijn de vervreemdende eenzaamheid die het individu ervaart en zijn gedrag in grote mate bepaalt, de onmogelijkheid van de perfecte en/of eeuwige liefde tussen twee geliefden, de zinloosheid van het leven, het falen van de mens in het bereiken van geluk en de dood die altijd om iedereen rondwaart en niet te ontwijken is. Pijn dient met humor bestreden te worden. Mabelus heeft in diverse interviews gezegd beïnvloed te zijn door het werk van Fjodor Dostojevski, Michel Houellebecq, Jonathan Coe en Patricia Highsmith. Mabelus geldt als een ''writer's writer'', een schrijver die slechts gewaardeerd wordt door andere schrijvers, maar voorlopig nauwelijks succes heeft bij het grote publiek. Verschillende critici beloven hem echter een gouden toekomst.

## Overige activiteiten
Peter Mabelus heeft aan veel projecten (mee)gewerkt als ghostwriter, waaronder enkele beroemde bestsellers. Hij heeft ervoor gekozen om zijn deelname aan deze projecten geheim te houden.
Peter Mabelus beoordeelt, corrigeert en redigeert manuscripten, zowel fictie als non-fictie, columns en artikelen voor alle typen media.

## Privéleven
Mabelus heeft een zoon (Noah, 2002) en een dochter (Livia, 2004). 

## Trivia
Peter Mabelus is een fervent hardloper en liep onder meer de marathons van Rotterdam, Parijs, Amsterdam en Keulen. Peter Mabelus is een multi-instrumentalist. Enkele van zijn composities zijn te horen op SoundCloud. Bestsellerauteur en vriend Pieter Waterdrinker schreef in de vorm van een gedicht het voorwoord voor de poëziebundel Transgender Rap.

### Boeken
- Kathmandu Hipsters (roman, 2018)
- Hoe ik liefde vergat te geven (verhalen, 2019) [7]
- John West en de gestolen Picasso (roman, 2021)[8]
- Van Kluun tot Clinton (reportages, 2022)
- De Straf van Veger (roman, 2023)
- Transgender Rap (alle gedichten, 2024)
- Mabelus in 120 woorden (stijloefeningen, 2024)

### In voorbereiding
- Een literatuurgeschiedenis van Antarctica (essay)
- Teken de tijd (journalistiek)
- Afkicken voor dummies (roman)
- De Club van 27 (verhalen)

### Verhalen
- ‘Het Snacksyndroom.’ In: De put en andere verzamelde korte verhalen van Nederlandse en Belgische auteurs, Uitgeverij De Vleermuis Uitgeverij b.v., p. 92-94, 1995.
- 'With love from L.A.' In Efer Magazine, jaargang 1, nummer 1, aug. – sep. 1995. ‘With love from L.A.’ won de eerste prijs van een verhalenwedstrijd, die werd georganiseerd door reismagazine Efer Magazine, met als thema: “De Verenigde Staten van Amerika”. In december 2015 verscheen een ingekorte versie onder de titel ‘De Reis’ in het columnboekje OSKA Columnwedstrijd 2015.
- ‘PA 501, 21 12 88’, in Daarom nummer 3, p. 20-22, 1995.
- ‘Receptie’, in de bundel Feest, Uitgeverij Jaylen Books, p. 5-9, 2014. ‘Receptie’ werd tevens opgenomen in de verhalenbundel Hoe ik liefde vergat te geven, Uitgeverij Ambilicious, p. 141-144, publicatiedatum: 22 september 2019.
- Vijf bijdragen in PO-E-ZINE XIII, vier verhalen en een gedicht: ‘Liefde Maken’, p. 13-16; ‘Leningrad 1943’ (gedicht), p. 48; ‘Alzheimer’, p. 82; ‘De Opblaasklaagmuur’, p. 113-114 en ‘De dood van een schrijver’, p. 143-148, juni 2016. ‘De Opblaasklaagmuur’ werd ook opgenomen in de verhalenbundel Hoe ik liefde vergat te geven, Uitgeverij Ambilicious, p. 117-120, publicatiedatum: 22 september 2019. Het gedicht ‘Leningrad 1943’ werd eerder gepubliceerd in literair tijdschrift Wintermijmering, Poesia La Quinta, Amsterdam, pagina 7, februari 2016.
- Vijf bijdragen in PO-E-ZINE POCKET, EDITIE 01: ‘Een misselijke grap’, p. 17, ‘Hijgend hert’, p. 25, ‘Ik ben Toter’, p. 26, ‘Omniglot’, p. 40 en ‘Ouderschapsverlof’, p. 45, mei 2017. De vijf bijdragen verschenen eerder op 120w.nl: ‘Een misselijke grap’, 4 april 2017, ‘Hijgend hert’, 20 december 2016, ‘Ik ben Toter’, 21 februari 2017, ‘Omniglot’, 7 februari 2017 en ‘Ouderschapsverlof’, 24 mei 2017.
- 'Big Story, een fragment’ verscheen in het jubileumboek ‘Literair Werk, Het beste van vijf jaar Literairwerk.nl’, Pro-book, pagina 157, november 2015. De gehele versie van ‘Big Story’ werd opgenomen in Hoe ik liefde vergat te geven, Uitgeverij Ambilicious, p. 117-120, publicatiedatum: 22 september 2019.
- Twee verhalen in 'Vierkant': 'Vogels', p.26-27 en 'Model in Rome', p.82-83. In 'Vierkant' staan 52 verhalen van 26 auteurs. Alle verhalen in deze bundel werden speciaal geschreven bij 52 foto's gemaakt door de vaste vormgever van Uitgeverij Ambilicious Ton de Koning. Uitgeverij Ambilicious, 25 november 2022.

### Poëzie
- Het gedicht ‘Leningrad 1943’ in literair tijdschrift Wintermijmering, Poesia La Quinta, Amsterdam, pagina 7, februari 2016.
- Vijf bijdragen (gedichten) in PO-E-ZINE 14: ‘Retro Supernova’, p. 13; ‘Onzichtbaar’, p. 56; ‘Consummationem Saeculi’, p. 149; ‘Hoop’, p. 165 en ‘Mijn Moeder’, p. 103, februari 2017.
- Vijf bijdragen in PO-E-ZINE XV van 11 februari 2018: de gedichten ‘Dit is de druppel’, p. 18; ‘Vrijheid’, p. 46 en ‘Vuurmond’, p. 102. Ook twee columns voor 120w.nl: ‘Stichting Yakuzikaart’, p. 21 en ‘045290183147’, p. 55, februari 2018. ‘Vrijheid’ werd genomineerd voor de finale van de schrijfwedstrijd “Jouw verhaal over vrijheid”, die de Bibliotheek Haarlemmermeer ter gelegenheid van de viering van 4 & 5 mei 2017 organiseerde in april 2017, ‘Dit is de Druppel’ dong in de lente van 2017 tevergeefs mee naar de hoofdprijs van de gedichtenwedstrijd “Langs de IJssel”, ‘Vuurmond’ verscheen hier voor het eerst. Twee bijdragen verschenen eerder op 120w.nl: ‘Stichting Yakuzikaart’, 26 juni 2017 en ‘045290183147’, 5 juni 2017.
- Vier bijdragen in de gedichtenbundel PO-E-ZINE XVII, ‘Wederkeer’, publicatiedatum 29 oktober 2021: de gedichten ‘Alles gaat aan jou voorbij’, p. 45, ‘Alcoholist Beatrix’, p. 139-140, ‘Snaartheorie’, p. 208-209 en ‘Islam Insomnia’, p. 233-240.